# 南斜里駅
南斜里駅（みなみしゃりえき）は、北海道斜里郡斜里町字川上にあった北海道旅客鉄道（JR北海道）釧網本線の駅（廃駅）である。駅番号はB70。事務管理コードは▲111622。

## 歴史

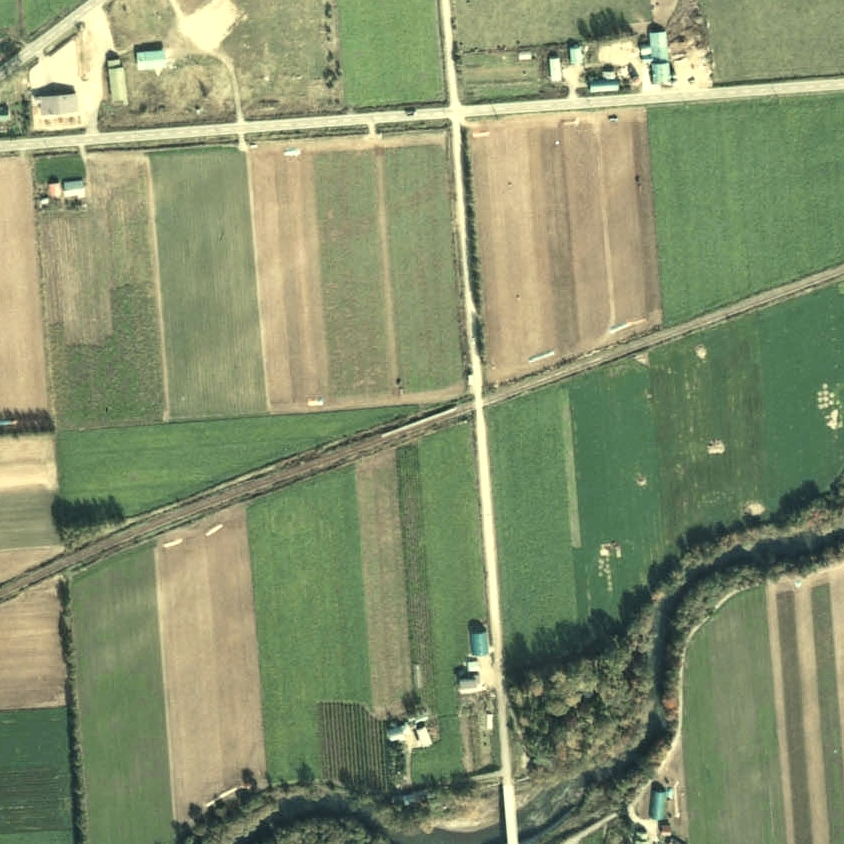
1977年の南斜里駅と周囲約500m範囲。右が網走方面。斜里平野の広大な畑作地帯の真ん中にポツンと置かれている。仮乗降場スタイルの簡易型ホームを持つ。西二線の踏切傍の道路脇に白く光っているのが木造の待合室。後年傷みが激しくなって撤去された。

廃止時点で一部の上り普通列車は当駅を通過していた。
- 1962年（昭和37年）10月1日：日本国有鉄道の駅として開業[4][5]。気動車列車の旅客のみ取扱いの無人駅[6][1]。
- 1987年（昭和62年）4月1日：国鉄分割民営化によりJR北海道に継承[1]。
- 2019年（平成31年・令和元年）
  - 4月：JR北海道が斜里町に当駅の処遇について「廃止」「町が年間維持管理費約200万円を負担した上で存続」の2案を打診する。その後、斜里町は当駅の廃止を容認[新聞 2]。
  - 9月25日：2021年3月末に廃止する見通しである旨が報道される[新聞 2]。
- 2021年（令和3年）3月13日：利用者減少とダイヤ改正に伴い、廃止[JR北 1][JR北 2][新聞 1]。

### 駅名の由来
斜里の南方にあることから「南」をつけたもの。

## 駅構造
1面1線の単式ホームの地上駅だった。知床斜里駅管理の無人駅であった。

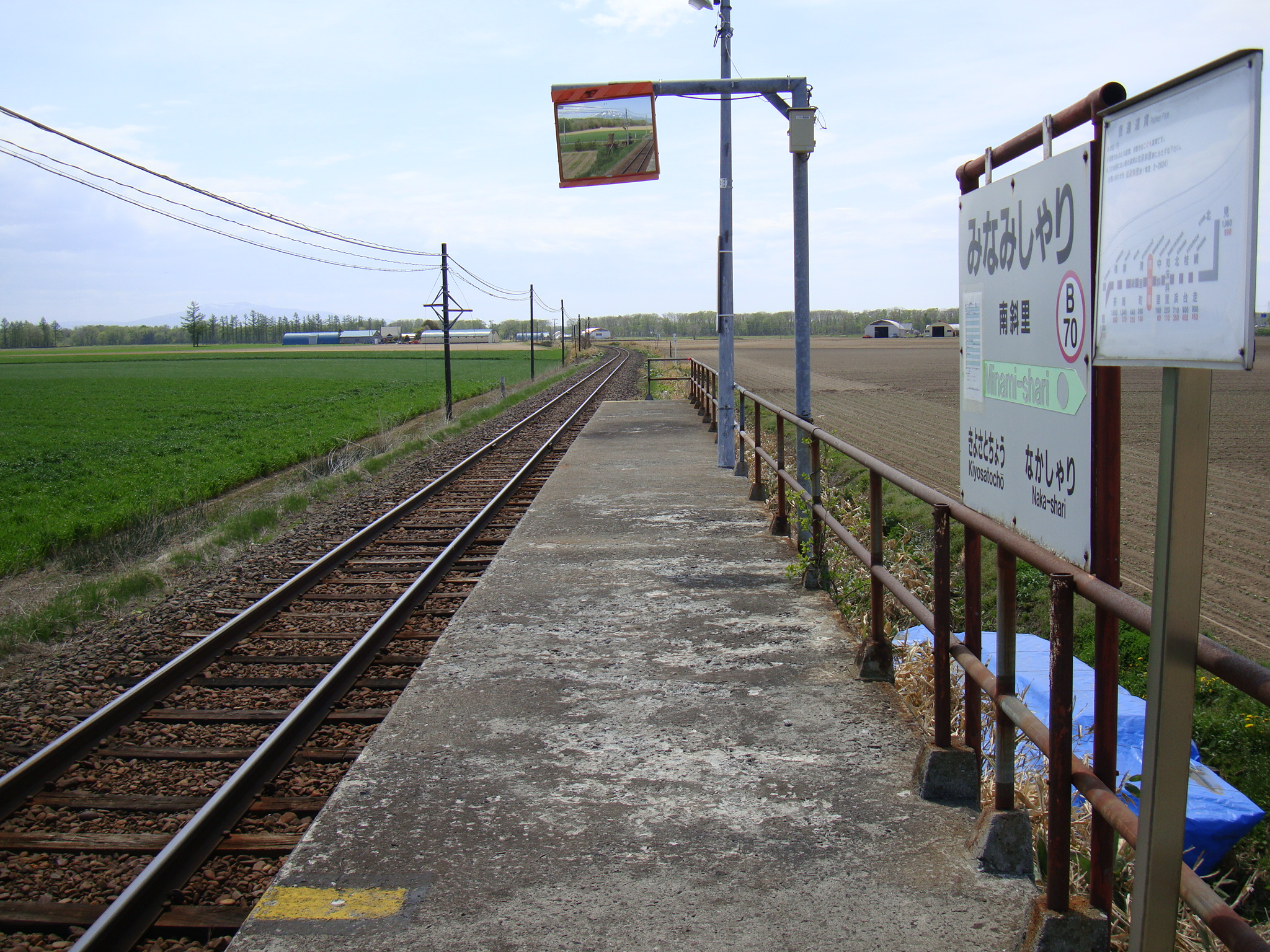
ホーム（2009年5月）
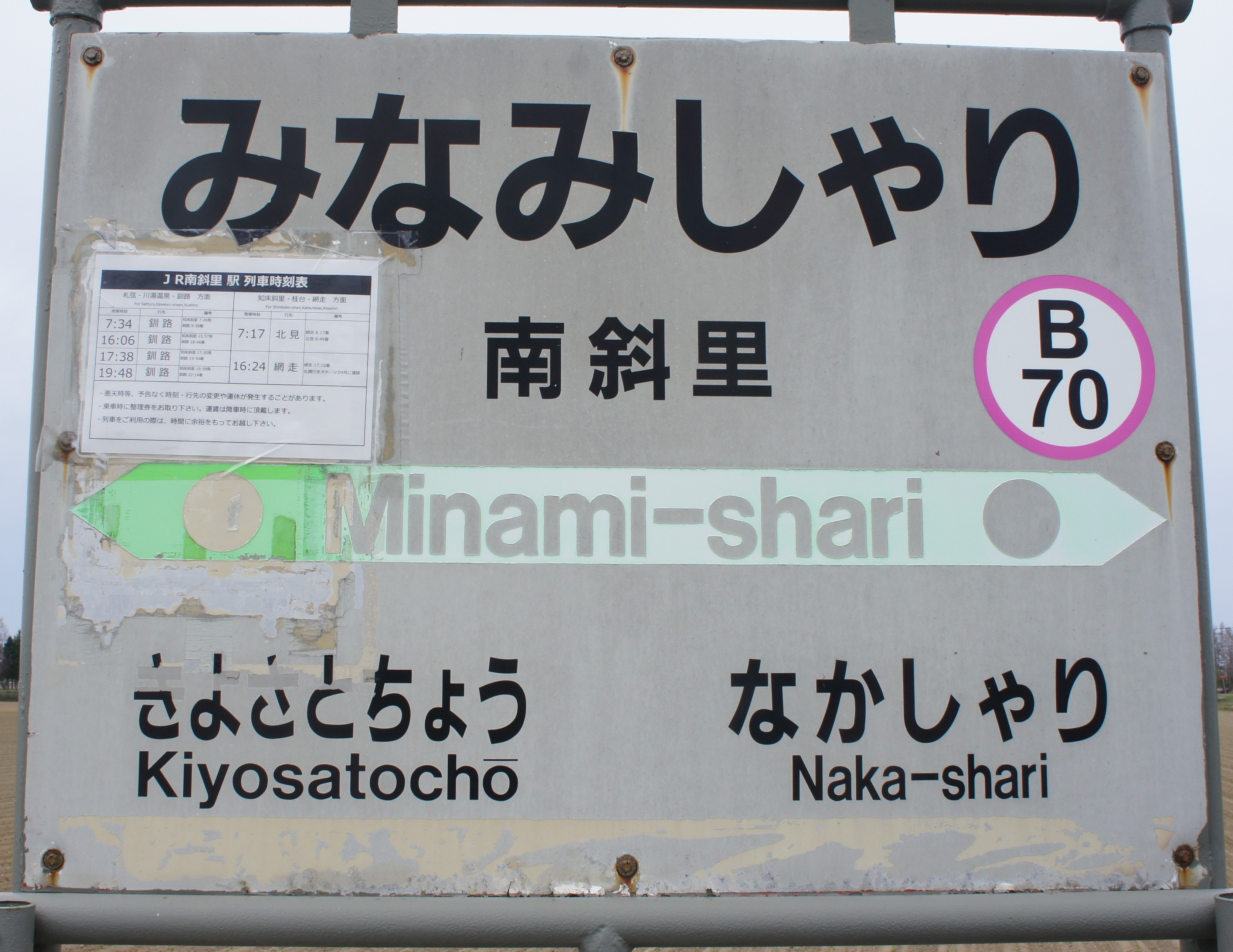
駅名標 併せて、発車時刻案内も貼られている（2017年5月）
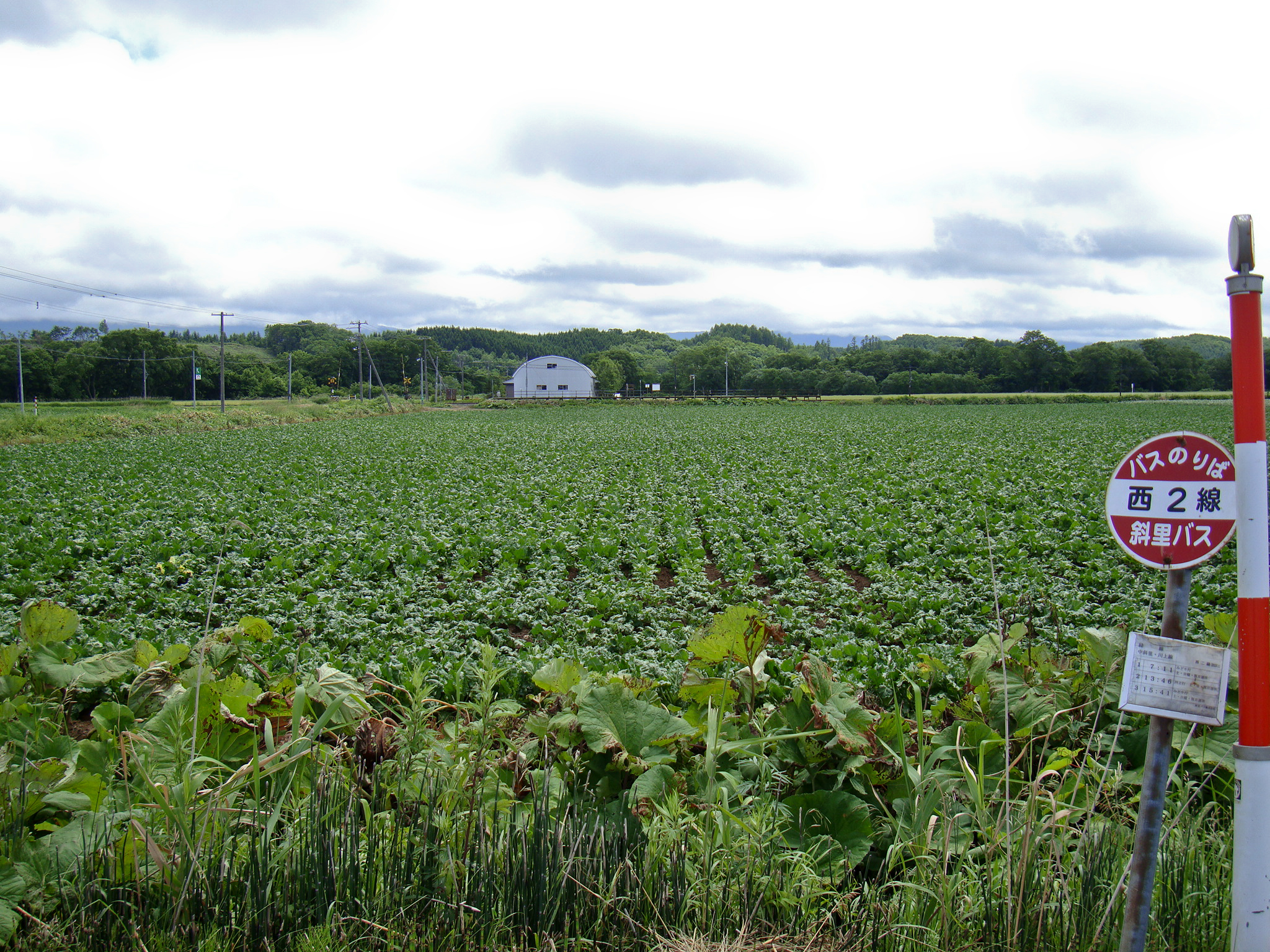
北海道道1000号沿いの西2線停留所より望む（2009年5月。バスは2019年4月1日廃止）

## 利用状況
乗車人員の推移は以下のとおり。年間の値のみ判明している年については、当該年度の日数で除した値を括弧書きで1日平均欄に示す。乗降人員のみが判明している場合は、1/2した値を括弧書きで記した。
また、「JR調査」については、当該の年度を最終年とする過去5年間の各調査日における平均である。
| 年度               | 乗車人員 | 乗車人員 | 乗車人員 | 出典       | 備考 |
| 年度               | 年間     | 1日平均  | JR調査   | 出典       | 備考 |
| ------------------ | -------- | -------- | -------- | ---------- | ---- |
| 1978年（昭和53年） |          | 3        |          | [ 7 ]      |      |
| 2016年（平成28年） |          |          | 0.8      | [ JR北 3 ] |      |
| 2017年（平成29年） |          |          | 1.6      | [ JR北 4 ] |      |
| 2018年（平成30年） |          |          | 2.6      | [ JR北 5 ] |      |
| 2019年（令和元年） |          |          | 3.6      | [ JR北 6 ] |      |
| 2020年（令和02年） |          |          | 4.0      | [ JR北 7 ] |      |

## 駅周辺
駅の南方に斜里川が流れる。周辺は農地が多い。
- 北海道道1000号富士川上線

## 隣の駅
北海道旅客鉄道（JR北海道）
■釧網本線（当駅廃止時点）
中斜里駅 (B71) - 南斜里駅 (B70) - 清里町駅 (B69)

### JR北海道
1. 1 2  『来春のダイヤ見直しについて』（PDF）（プレスリリース）北海道旅客鉄道、2020年12月9日。オリジナルの2020年12月9日時点におけるアーカイブ。2020年12月9日閲覧。
2. 1 2  『2021年3月ダイヤ改正について』（PDF）（プレスリリース）北海道旅客鉄道、2020年12月18日。オリジナルの2020年12月18日時点におけるアーカイブ。2020年12月18日閲覧。
3. ↑  「釧網線（東釧路・網走間）」（PDF）『線区データ（当社単独では維持することが困難な線区）』、北海道旅客鉄道、2017年12月8日。オリジナルの2017年12月9日時点におけるアーカイブ。2017年12月10日閲覧。
4. ↑  「釧網線（東釧路・網走間）」（PDF）『線区データ（当社単独では維持することが困難な線区）(地域交通を持続的に維持するために)』、北海道旅客鉄道株式会社、3頁、2018年7月2日。オリジナルの2018年8月19日時点におけるアーカイブ。2018年8月19日閲覧。
5. ↑  “釧網線（東釧路・網走間）” (PDF). 線区データ（当社単独では維持することが困難な線区）(地域交通を持続的に維持するために).   北海道旅客鉄道. p. 3 (2019年10月18日). 2019年10月18日時点のオリジナルよりアーカイブ。2019年10月18日閲覧。
6. ↑  “釧網線（東釧路・網走間）” (PDF). 地域交通を持続的に維持するために > 輸送密度200人以上2,000人未満の線区（「黄色」8線区）.   北海道旅客鉄道. p. 3 (2020年10月30日). 2020年11月2日時点のオリジナルよりアーカイブ。2020年11月2日閲覧。
7. ↑  “駅別乗車人員  特定日調査（平日）に基づく”.   北海道旅客鉄道. 2022年8月3日時点のオリジナルよりアーカイブ。2022年8月14日閲覧。

### 新聞記事
1. 1 2  “18無人駅に「ありがとう」 JRダイヤ改正で廃止 住民やファン 各地で別れ”. 北海道新聞. (2021年3月13日).  オリジナルの2021年3月13日時点におけるアーカイブ。 2021年3月13日閲覧。
2. 1 2  “JR釧網線の南斜里駅 21年3月末に廃止見通し”. 北海道新聞. (2019年9月25日).  オリジナルの2019年9月25日時点におけるアーカイブ。 2019年9月25日閲覧。